# Valozjyn
Valozjyn (belarusiska: Валожын) är en stad i Belarus. Huvudort i Valozjyn rajon. Den ligger i voblasten Minsks voblast, i den nordvästra delen av landet, 70 km väster om huvudstaden Mіnsk. Valozjyn ligger 203 meter över havet och antalet invånare är 10 329.

## Natur och klimat
Terrängen runt Valozjyn är platt. Runt Valozjyn är det ganska glesbefolkat, med 22 invånare per kvadratkilometer.. Det finns inga andra samhällen i närheten.
Omgivningarna runt Valozjyn är en mosaik av jordbruksmark och naturlig växtlighet.  Trakten ingår i den hemiboreala klimatzonen. Årsmedeltemperaturen i trakten är 5 °C. Den varmaste månaden är juli, då medeltemperaturen är 18 °C, och den kallaste är januari, med −12 °C.